# Ramenskoe Juniors 2011
Das Ramenskoe Juniors 2011 als bedeutendstes internationales Nachwuchsturnier von Russland im Badminton fand vom 24. bis zum 27. November 2011 in Ramenskoje statt.

## Sieger und Platzierte
| Disziplin    | Gold                                   | Silber                             | Bronze                                     |
| ------------ | -------------------------------------- | ---------------------------------- | ------------------------------------------ |
| Herreneinzel | Sergey Sirant                          | Shreyansh Jaiswal                  | Anatoliy Yartsev                           |
| Herreneinzel | Sergey Sirant                          | Shreyansh Jaiswal                  | Arsalan Naqvi                              |
| Dameneinzel  | Ruthvika Shivani                       | Evgeniya Kosetskaya                | Viktoriia Vorobeva                         |
| Dameneinzel  | Ruthvika Shivani                       | Evgeniya Kosetskaya                | Rituparna Das                              |
| Herrendoppel | Aditya Joshi Harsheel Dani             | Kirill Boyarskiy Dmitry Immankulov | Rodion Kargaev Alexandr Sorokin            |
| Herrendoppel | Aditya Joshi Harsheel Dani             | Kirill Boyarskiy Dmitry Immankulov | Alexander Butovetstkiy Grigoriy Martynenko |
| Damendoppel  | Evgeniya Kosetskaya Viktoriia Vorobeva | Kristina Averkina Ekaterina Kut    | Rituparna Das Ruthvika Shivani             |
| Damendoppel  | Evgeniya Kosetskaya Viktoriia Vorobeva | Kristina Averkina Ekaterina Kut    | Reshma Karthik D. Sudha Kalyani            |
| Mixed        | Anatoliy Yartsev Evgeniya Kosetskaya   | Dmitry Immankulov Maria Shegurova  | Alexandr Sorokin Irina Dmitrieva           |
| Mixed        | Anatoliy Yartsev Evgeniya Kosetskaya   | Dmitry Immankulov Maria Shegurova  | Rodion Kargaev Viktoriia Vorobeva          |